# 腺細胞
腺細胞（せんさいぼう、英:glandular cell）とは一般に上皮に由来する分泌機能を有する細胞の総称。体表または管腔に向けて分泌する外分泌細胞、血管に向けて分泌する内分泌細胞、細胞の管腔側と血管側の両方向に分泌する細胞がある。外分泌細胞はその分泌物により粘液細胞、漿液細胞、脂腺細胞、電解質細胞に分類される。